# 榎本智恵子
榎本 智恵子（えのもと ちえこ、1963年1月20日 - ）は、日本の元声優、元女優。東京都出身。賢プロダクションに所属していた。

## 人物
父親は喜劇王として知られるエノケンこと榎本健一。そのエノケンとは7歳の時に死別。「父の死に顔を見た時に、跡継ぎは私だと子供ながらに思った」ということで、この7歳の時に役者を志した。小さい頃から子役としてテレビドラマに出演した。細田学園女子高等学校卒業。1980年、勝新太郎主宰の勝アカデミー第1期生として卒業。成長してからはMANZAIブームの頃に父の様な喜劇人を志したが、アニメや吹き替えなどの声優業を中心に活動した。現在は引退しているが、その後の消息は不明。
特技は大阪弁。

## 出演

### テレビアニメ
- 怪盗セイント・テール（1995年、羽丘映美）
- いじわるばあさん（1996年、三男の嫁）
- 名探偵コナン（1997年 - 2000年、上条秀子、籔内広美、石田文子）
- セラフィムコール（1999年、たんぽぽの母）
- 週刊ストーリーランド（2000年、並木、主婦B）
- 焼きたて!!ジャぱん（2004年、河内の母）

### OVA
- ブラック・ジャック（1999年、母）
- おジャ魔女どれみナ・イ・ショ（2004年、かずやの母）

### ゲーム
- アーマード・コア2（2000年、ジオ・マトリクス〈火星支社〉）

### 吹き替え

#### 映画
- あなたに降る夢
- L.A.コンフィデンシャル（スーザン・レファーツ）※フジテレビ版（BD収録）
- グース
- シャレード
- 新アンタッチャブル/カポネの逆襲（メイ・カポネ〈ヒンデン・ウォルチ〉）
- スウェプト・アウェイ
- スタートレック 叛乱
- ダークシティ
- ターミナル・ベロシティ ※テレビ朝日版
- ティアーズ・オブ・ザ・サン
- ディープ・インパクト
- ナイト・ビジョン
- ネゴシエーター
- ミッション・インポッシブル
- 48時間PART2/帰って来たふたり ※日本テレビ版
- ロケッティア ※テレビ朝日版
- ロフト.（バーバラ）

#### ドラマ
- ER XII 緊急救命室 #249（ビブ・ラファティー〈マンディ・ジューン・ターピン〉）
- ER XIII 緊急救命室 #277（アリダ〈ブレオン・ゴーマン〉）
- ER XIV 緊急救命室 #303（フローラ・ロビンス〈スアンヌ・スポーク〉）
- ER XV 緊急救命室 #326（アンドリュース〈イザベル・アンナ・ダーリン〉）
- WITHOUT A TRACE/FBI 失踪者を追え!（第1シーズン:メリッサ、第2シーズン:ダン先輩）
- F.B.EYE!! 相棒犬リーと女性捜査官スーの感動!事件簿
- サード・ウォッチ
- ザ・パイロット
- サブリナ（クイック先生）
- 新ビバリーヒルズ青春白書（ルイーズ・コリンズ）
- スタートレック:ヴォイジャー
- スタートレック:ディープ・スペース・ナイン（リータ）
- ダメージ2（シンシア）
- デスパレートな妻たち
- TVキャスター マーフィー・ブラウン（コーキー・シャーウッド）
- 天才少年ドギー・ハウザー（カーリー）
- 初恋
- バンド・オブ・ブラザース
- フラッシュポイント -特殊機動隊SRU-（ドクター・アマンダ・ルリア）
- 名探偵ダウリング神父（ステファニー）
- モデル・エージェンシー ～女たちの闘い
- レリックハンター 秘宝を探せ
- LOST

#### アニメ
- ヘラクレス
- マダガスカル

### テレビドラマ
- 赤かぶ検事奮戦記
- おもちゃ屋ケンちゃん
- 人妻捜査官
- 水戸黄門 第15部（おきみ）
- 虹を織る

### 映画
- 純（1980年、女子高校生）
- 天城越え（1983年、印刷所事務員）

### ラジオ
- 土曜ワイド 吉田照美のハッピーTOKYO（レポーター）
- 上岡龍太郎のサタデー・ぴぷ!（アシスタント）

### CM
- マイクロソフト

### ボイスオーバー
- 輝く命〜衝撃の運命と家族の愛
- 奇跡の扉 TVのチカラ
- マーサ・スチュワートリビング